# Kanton Rennes-Sud-Est

Kantons van Rennes

Rennes-Sud-Est is een voormalig kanton van het Franse departement Ille-et-Vilaine. Het kanton maakte deel uit van het arrondissement Rennes. Het werd opgeheven bij decreet van 18 februari 2014, met uitwerking op 22 maart 2015.

## Gemeenten
Het kanton Rennes-Sud-Est omvatte de volgende gemeenten:
- Chantepie
- Rennes (deels, hoofdplaats) wijken: Poterie, Alphonse Guerin
- Vern-sur-Seiche